# Alexandre Isaïloff
Alexandre Isaïloff, né le 30 décembre 1869 à Constantinople et mort le 19 juin 1944 à Paris, est un peintre grec.

## Biographie
Alexandre Isaïloff est le fils de Constantin Georges Isaïloff (Constantinople 1829 - Lamalou-les-Bains 1891) et de Terpsichore Haldouvaki.
À ses débuts, il séjourne à Venise, puis arrive en France où il édite un album de lithographies : Marseille noctambule.
Élève de Jean-Baptiste Olive, il expose au Salon à partir de 1899.
En 1902, il épouse à Marseille Élisabeth Manheulles.
En 1904, il est nommé chevalier de l'Ordre royal du Sauveur de Grèce.
En avril 1913 (ou avril 1915), il cède une partie de ses œuvres, la vente s'effectue à l'hôtel Drouot.
Il meurt à son domicile de la rue Coustou à l'âge de 74 ans. Il est inhumé au cimetière parisien de Pantin le 21 juin 1944.

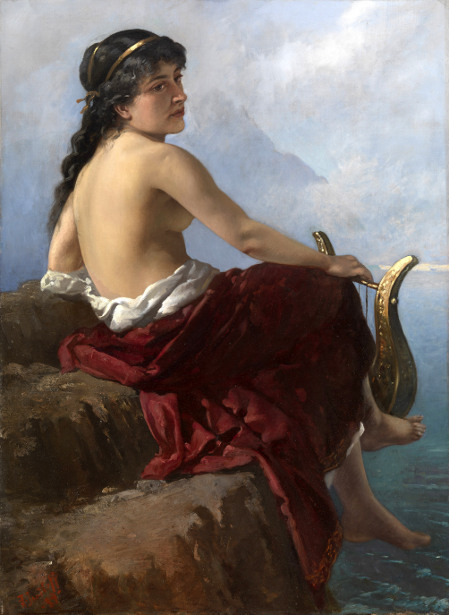
Sappho.

## Distinctions
- Chevalier de l'ordre du Sauveur

## Œuvres exposées aux Salons parisiens (et marseillais)
- Portrait, au Salon de 1897 (Marseille)
- Retour du lavoir, au Salon de 1897 (Marseille)
- Marchand de moules, au Salon de 1897 (Marseille), aquarelle
- Au coin du feu, au Salon de 1897 (Marseille), fusain
- Oursinade, au Salon de 1899, aquarelle
- Roxane, au Salon de 1899 (Marseille)
- À la fenêtre, au Salon de 1899 (Marseille)
- Souvenir Crétois, au Salon de 1901 (Marseille)
- Bord de l’Huveaune ; sous bois, au Salon de 1902
- Étude Printanière, au Salon de 1903 (Marseille)
- Pas-des-Lanciers, au Salon de 1903 (Marseille), étude
- Prado : effet de brume, au Salon de 1903 (Marseille), étude
- Les Catalans ; Marseille, au Salon de 1904
- Anse du Prophète ; Marseille, au Salon de 1905
- La Corniche à Marseille, au Salon de 1908
- Saint Pô ; Wissant, au Salon de 1909
- Le Mont Rose à Marseille, au Salon de 1910
- Les Rochers de "la Batterie" à Marseille, au Salon de 1911
- Fin d'orage (Marseille), au Salon de 1912